# Aurelia Polańska
Aurelia Jankowska-Polańska (ur. 22 września 1930 w Poznaniu, zm. 7 kwietnia 2020) – polska ekonomistka, profesor w dziedzinie ekonomii, działaczka katolicka.

## Aktywność naukowa
Ukończyła Wyższą Szkołę Ekonomiczną w Sopocie 1952. Od 1978 roku profesor nauk ekonomicznych.
Kierowała Zakładem Zarządzania Personelem  Instytutu Organizacji i Zarządzania Uniwersytetu Gdańskiego. W okresie aktywności uniwersyteckiej pełniła funkcję członka prezydium Polskiej Akademii Nauk.
Zaliczana do grona ekonomistów współtworzących Sopocką Szkołę Zarządzania.
Była dyrektorem Instytutu Badań Naukowych w Wyższej Szkole Administracji i Biznesu im. E.Kwiatkowskiego w Gdyni.

## Działalność publiczna
Związana z ruchami katolickimi i środowiskami politycznymi NSZZ „Solidarność”. Związana ze Społeczną Radą Prymasowską powołaną przez ks. kardynała Józefa Glempa.
Odznaczona Medalem im. Eugeniusza Kwiatkowskiego za wybitne zasługi dla Gdyni (12 laureatka, 1998).